# Aleksandra Gontxarova
Aleksandra Serguéievna Gontxarova (rus: Александра Сергеевна Гончарова) (Moscou, 26 d'octubre de 1992) és una ciclista russa especialista en el ciclisme en pista.

## Palmarès
- 2010
  -  Campiona d'Europa júnior en Scratch
  -  Campiona d'Europa júnior en Persecució per equips (amb Svetlana Kaixírina i Aleksandra Txekina)
- 2013
  -  Campiona de Rússia en Persecució per equips
- 2014
  -  Campiona d'Europa sub-23 en Persecució per equips (amb Tamara Balabolina, Aleksandra Txekina i Gulnaz Badikova)
- 2019
  -  Campiona de Rússia en ruta